# Polen vid världsmästerskapen i simsport 2022
Polen tävlade vid världsmästerskapen i simsport 2022 i Budapest i Ungern mellan den 17 juni och 3 juli 2022. Polen hade en trupp på 16 idrottare.

## Medaljörer
| Medalj | Namn             | Sport   | Gren                       | Datum   |
| ------ | ---------------- | ------- | -------------------------- | ------- |
| Brons  | Ksawery Masiuk   | Simning | Herrarnas 50 meter ryggsim | 25 juni |
| Silver | Katarzyna Wasick | Simning | Damernas 50 meter frisim   | 25 juni |

## Simhopp
Polens simhopplag bestod av fyra idrottare.
Herrar
| Idrottare          | Gren     | Försöksheat | Försöksheat | Semifinal        | Semifinal        | Final            | Final            |
| Idrottare          | Gren     | Poäng       | Placering   | Poäng            | Placering        | Poäng            | Placering        |
| ------------------ | -------- | ----------- | ----------- | ---------------- | ---------------- | ---------------- | ---------------- |
| Robert Łukasiewicz | 10 meter | 332,10      | 24          | Gick inte vidare | Gick inte vidare | Gick inte vidare | Gick inte vidare |
| Andrzej Rzeszutek  | 1 meter  | 322,90      | 24          | i.u.             | i.u.             | Gick inte vidare | Gick inte vidare |
| Andrzej Rzeszutek  | 3 meter  | 315,35      | 38          | Gick inte vidare | Gick inte vidare | Gick inte vidare | Gick inte vidare |

Damer
| Idrottare             | Gren    | Försöksheat | Försöksheat | Semifinal        | Semifinal        | Final            | Final            |
| Idrottare             | Gren    | Poäng       | Placering   | Poäng            | Placering        | Poäng            | Placering        |
| --------------------- | ------- | ----------- | ----------- | ---------------- | ---------------- | ---------------- | ---------------- |
| Aleksandra Błażowkska | 1 meter | 216,15      | 27          | i.u.             | i.u.             | Gick inte vidare | Gick inte vidare |
| Aleksandra Błażowkska | 3 meter | 199,50      | 33          | Gick inte vidare | Gick inte vidare | Gick inte vidare | Gick inte vidare |
| Kaja Skrzek           | 1 meter | 228,20      | 20          | i.u.             | i.u.             | Gick inte vidare | Gick inte vidare |

## Simning
Polens simlag bestod av 12 idrottare.
Herrar
| Idrottare             | Gren            | Heat     | Heat           | Semifinal        | Semifinal        | Final            | Final            |
| Idrottare             | Gren            | Tid      | Placering      | Tid              | Placering        | Tid              | Placering        |
| --------------------- | --------------- | -------- | -------------- | ---------------- | ---------------- | ---------------- | ---------------- |
| Krzysztof Chmielewski | 1 500 m frisim  | 15.07,70 | 10             | i.u.             | i.u.             | Gick inte vidare | Gick inte vidare |
| Krzysztof Chmielewski | 200 m fjärilsim | 1.55,73  | 6 Q            | 1.55,01          | 9                | Gick inte vidare | Gick inte vidare |
| Konrad Czerniak       | 50 m frisim     | 22,48    | 28             | Gick inte vidare | Gick inte vidare | Gick inte vidare | Gick inte vidare |
| Konrad Czerniak       | 50 m fjärilsim  | 23,53    | 16 QSO 23,38 Q | 23,50            | 16               | Gick inte vidare | Gick inte vidare |
| Paweł Juraszek        | 50 m frisim     | 21,97    | 10 Q           | 22,01            | 14               | Gick inte vidare | Gick inte vidare |
| Radosław Kawęcki      | 200 m ryggsim   | 2.00,69  | 20             | Gick inte vidare | Gick inte vidare | Gick inte vidare | Gick inte vidare |
| Jakub Majerski        | 100 m fjärilsim | 51,50    | 6 Q            | 51,24            | 6 Q              | 51,35            | 7                |
| Ksawery Masiuk        | 50 m ryggsim    | 24,64    | 5 Q            | 24,48            | 5 Q              | 24,49            | 3                |
| Ksawery Masiuk        | 100 m ryggsim   | 53,33    | 5 Q            | 52,58            | 4 Q              | 52,75            | 6                |
| Tomasz Polewka        | 50 m ryggsim    | 25,10    | 13 Q           | 25,28            | 16               | Gick inte vidare | Gick inte vidare |
| Paweł Smoliński       | 50 m fjärilsim  | 23,78    | 31             | Gick inte vidare | Gick inte vidare | Gick inte vidare | Gick inte vidare |
| Dawid Wiekiera        | 100 m bröstsim  | 1.00,80  | 17             | Gick inte vidare | Gick inte vidare | Gick inte vidare | Gick inte vidare |
| Dawid Wiekiera        | 200 m bröstsim  | 2.10,86  | 12 Q           | 0DSQ0            | 0DSQ0            | Gick inte vidare | Gick inte vidare |

Damer
| Idrottare        | Gren          | Heat    | Heat      | Semifinal | Semifinal | Final            | Final            |
| Idrottare        | Gren          | Tid     | Placering | Tid       | Placering | Tid              | Placering        |
| ---------------- | ------------- | ------- | --------- | --------- | --------- | ---------------- | ---------------- |
| Laura Bernat     | 200 m ryggsim | 2.11,48 | 10 Q      | 2.10,87   | 11        | Gick inte vidare | Gick inte vidare |
| Paulina Peda     | 50 m ryggsim  | 28,47   | 16 Q      | 28,11     | 14        | Gick inte vidare | Gick inte vidare |
| Paulina Peda     | 100 m ryggsim | 1.00,83 | 13 Q      | 1.00,88   | 15        | Gick inte vidare | Gick inte vidare |
| Katarzyna Wasick | 50 m frisim   | 24,45   | 2 Q       | 24,11     | 1 Q       | 24,18            | 2                |

## Öppet vatten-simning
Polen hade en trupp på en idrottare i öppet vatten-simning.
Herrar
| Idrottare             | Gren            | Tid       | Placering |
| --------------------- | --------------- | --------- | --------- |
| Krzysztof Chmielewski | Herrarnas 10 km | 2:00.54,9 | 34        |